# Học viện Nghệ thuật và Thiết kế Bezalel

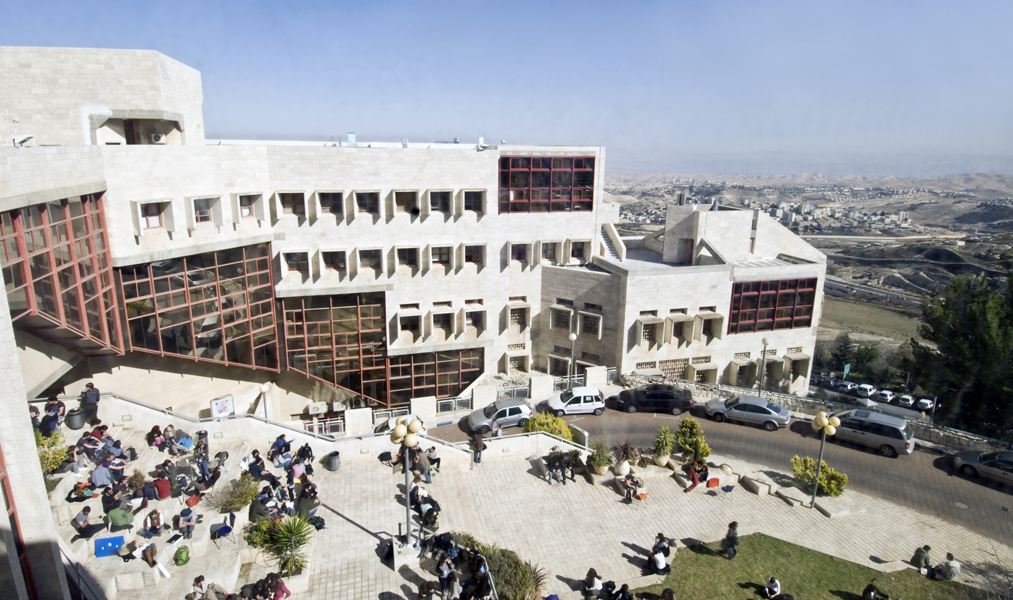

Học viện Nghệ thuật và Thiết kế Bezalel là học viện quốc gia Nghệ thuật và Thiết kế của Israel. Located at the Đại Học Hebrew Thành phố Jerusalem campus on Núi Scopus in Jerusalem,, với một số cơ sở nhỏ khác ở Jerusalem và Tel Aviv.